# Діонісій Гераклейський
Діонісій (360–305 роки до н. е.) — тиран Гераклеї Понтійської з 337 до 305 року до н. е., цар з 306 до 305 року до н. е.

## Біографічні відомості
Став правити після смерті брата Тімофея. Долучатися до правління Діонісій став, коли став співволодарем міста разом з Тімофеєм (340 рік до н. е.). Діонісій побудував на честь Тімофея гробницю та влаштовував на його честь поетичні та театральні змагання. Також на честь Тімофея запачатковано культ, який належав засновнику міста.
Зовнішнє становище Діонісія на початку правління було досить складним. В цей час Александр Македонський почав вторгнення до Малої Азії. До нього звернулися деякі геракліоти з проханням ліквідувати тиранію й Александр пообіцяв допомогти. Діонісія врятувало те, що Александр Македонський вирушив далі на схід, а потім помер. Після цього вигнанці з Гераклеї звернулися до регента Пердікки.
Діонісію довелося вести тонку дипломатичну гру до тих пір, поки Пердікка не загинув (321 рік до н. е.). Під час наступної боротьби діадохів за спадок Александра Македонського Діонісій не тільки зумів зберегти свою владу над містом, а й розширити володіння. Водночас він одружився з Амастридою племінницею останнього перського царя з династії Ахеменідів Дарія III, за яку отримав вельми значний посаг. Діонісій встановив гарні відносини з одним з визначних діадохів — Антигоном Однооким, який надавав тиранові значну підтримку.
У 306 році до н. е. Діонісій приймає титул царя. Ще раніше він почав карбувати срібні гроші зі своїм ім'ям замість назви міста. За часів Діонісія у Гераклеї Понтійській наступив економічний розквіт. Він багато допомагав зерном Афінам під час голоду (330–326 роки до н. е.). В самій Гераклеї його називали Благосний. Наслідували йому його дружина Амастрида, сини Клеарх та Оксатр.